# Tropická bouře Claudette (2009)
Tropická bouře Claudette byla čtvrtou cyklónou Atlantické hurikánové sezóny 2009 a třetí pojmenovanou bouří. I přes poměrně slabý vítr (95 km/h), způsobila smrt 2 lidem a napáchala škody za 1,2 mil $, které vznikly působením tornáda, které se utvořilo v rámci bouře na Floridě.

## Postup bouře
11. srpna začalo NHC monitorovat tropickou vlnu, která se zformovala asi 1000 km východně od Malých Antil, avšak NHC nepředpokládalo další vývoj této tropické vlny. Vlna se postupně přesouvala na severozápad a 15. srpna dorazila k Floridě.
Během 16. srpna se z této tropické vlny zformovala velmi rychle tropická deprese, a během několika dalších hodin tropická bouře. 17. srpna se střed Claudette přesunul nad západní pobřeží státu Florida, v těchto chvílích byla bouře také nejsilnější (vítr o rychlosti 95 km/h). Následně však rychle zeslábla na tropickou depresi a 18. srpna se rozpadla nad státem Alabama.

## Obrázky

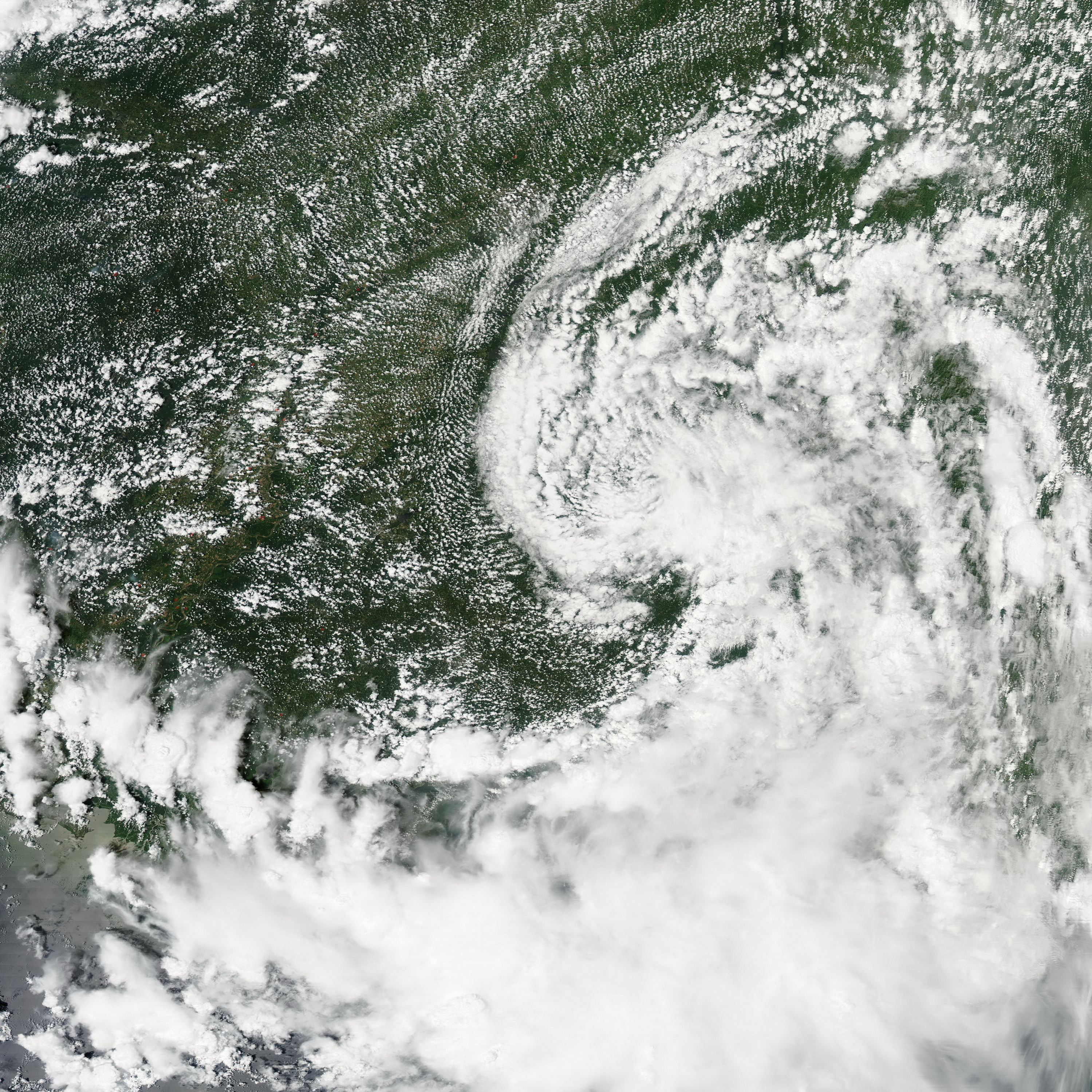
Claudette nad Alabamou

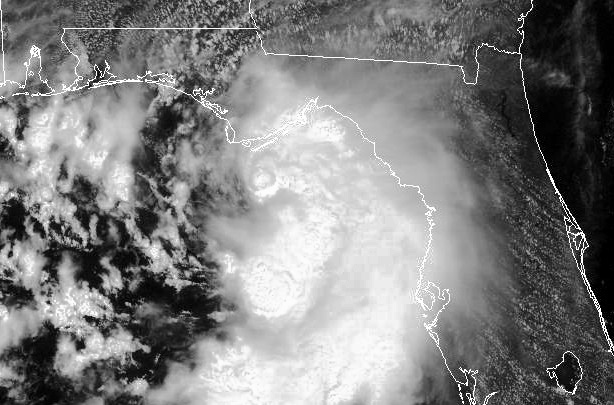
Claudette 16. srpna